# O-12 (Spanje)

De O-12

De O-12 of Acceso Sur a Oviedo is een Spaanse autovia in Asturië. De snelweg is 1,3 kilometer lang en vormt de zuidelijke toegang tot Oviedo vanaf de A-66.